# Santiago de Compostella
Santiago de Compostella (in het Castiliaans en Galicisch: Santiago de Compostela en in het Nederlands Sint-Jacob van Compostella) is de hoofdstad van de regio Galicië in het noordwesten van Spanje. Santiago, dat Sint-Jakobus betekent (Sant Iago), is daarnaast de hoofdplaats van de comarca Santiago, in de provincie A Coruña in Galicië. De stad heeft circa 100.000 inwoners, waaronder 35.000 studenten, en is de zetel van het Galicische bestuur.
De internationale luchthaven Santiago de Compostela (IATA-code SCQ) ligt tien kilometer ten oosten van de stad en is de belangrijkste luchthaven van Galicië.

## Legende
Volgens een legende zou het graf van de apostel Jakobus de Meerdere, een van de discipelen van Jezus, zich hier bevinden. Zijn stoffelijk overschot zou, nadat hij in Judea was onthoofd, in een stenen boot zijn gelegd waarin twee van zijn discipelen meereisden. De boot bereikte vanzelf de Galicische kust, waarna het dode lichaam werd begraven in de berg Libredón. Over het graf verrees een machtige basiliek.
De kerkelijke feestdag van de apostel Jakobus is op 25 juli. Hij is de patroonheilige van Spanje (in het bijzonder van Galicië en Santiago de Compostella). Op die dag is het dan ook groot feest in Santiago de Compostella.
Op 24 juli 2013 vond – aan de vooravond van dit feest – een ernstige treinramp plaats nabij het station van Santiago de Compostella. De jaarlijkse feestelijkheden werden voor 2013 dan ook geheel afgelast.

## Naam
De stad heet officieel kortweg Santiago, maar er zijn nog veel meer steden die zo heten. Compostella is een toevoeging, die vooral wordt gebruikt als men de stad als bedevaartsoord beschouwt.
Vaak wordt gezegd dat de toevoeging komt van Campus Stellae (Sterrenveld), vanwege de ster die, volgens de overlevering, het gebeente van Jakobus op deze plaats heeft aangewezen. Een betere verklaring is dat de naam is afgeleid van het Latijnse compos[i]tum of in het plaatselijke Latijn composita tella, dat wijst naar een begraafplaats of kerkhof. Bij archeologische opgravingen tussen 1946 en 1959 werd inderdaad een Romeinse necropool gevonden.
Compostela schrijft men in het Spaans met één L. De Taalunie schrijft voor dat de bijnaam in het Nederlands met een dubbele L wordt geschreven, maar dat een enkele L in het Nederlands in toenemende mate voorkomt. Een dubbele L zal tot een verkeerde uitspraak leiden als men denkt dat dat de Spaanse spelling is.

## Bestuurlijke indeling
Santiago de Compostella is de hoofdstad van de regio Galicië, maar heeft geen eigen provincie. Op dat niveau valt het in de provincie A Coruña. Daarnaast is het de hoofplaats van de comarca Santiago.
De president van de regionale regering en de gemeente zetelen beiden in het Pazo de Raxoi, een historisch gebouw in de centrum van de stad.

## Bedevaartsoord
Santiago de Compostella is een van de belangrijkste christelijke bedevaartsoorden. Pelgrims uit heel Europa eindigen hier hun voet- of fietstocht.
Deze tocht noemt men de Camino de Santiago (De weg van Santiago). De pelgrims op weg naar Santiago zijn herkenbaar aan de sint-jakobsschelp, het teken van de heilige Jakob. De schelp heet in het Latijn Pecten jacobaeus, in het Duits Pilgermuschel (pelgrimsschelp) of Jakobsmuschel en in het Frans coquille Saint-Jacques. De schelp wordt gedragen met de sluiting naar boven (in tegenstelling tot de schelp van oliemaatschappij Shell). Dit dier wordt langs de Galicische kust gekweekt (de kwekers zeggen niet precies waar, om diefstal te voorkomen) en is onder de naam vieira in de Galicische restaurants een gewilde delicatesse. De weg naar Santiago (in het Spaans ook wel 'el camino'; de weg genoemd) kent veel van deze tradities. Zo laten pelgrims een van huis meegenomen steen achter bij Cruz de Ferro waarmee ze symbolisch hun zonden van zich afleggen en (letterlijk) verlicht hun weg vervolgen.

## Demografische ontwikkeling

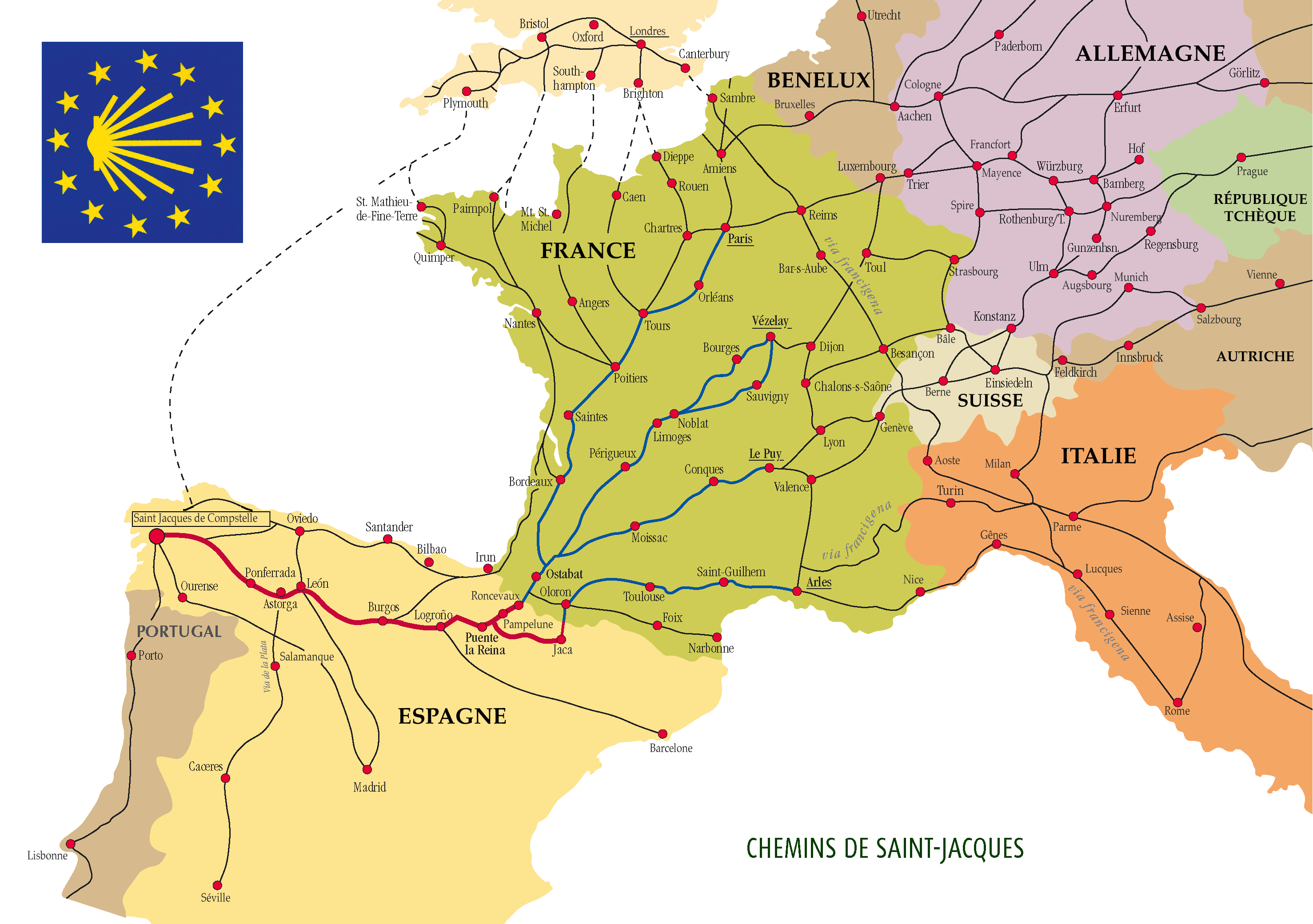
Pelgrimsroutes naar Santiago de Compostella

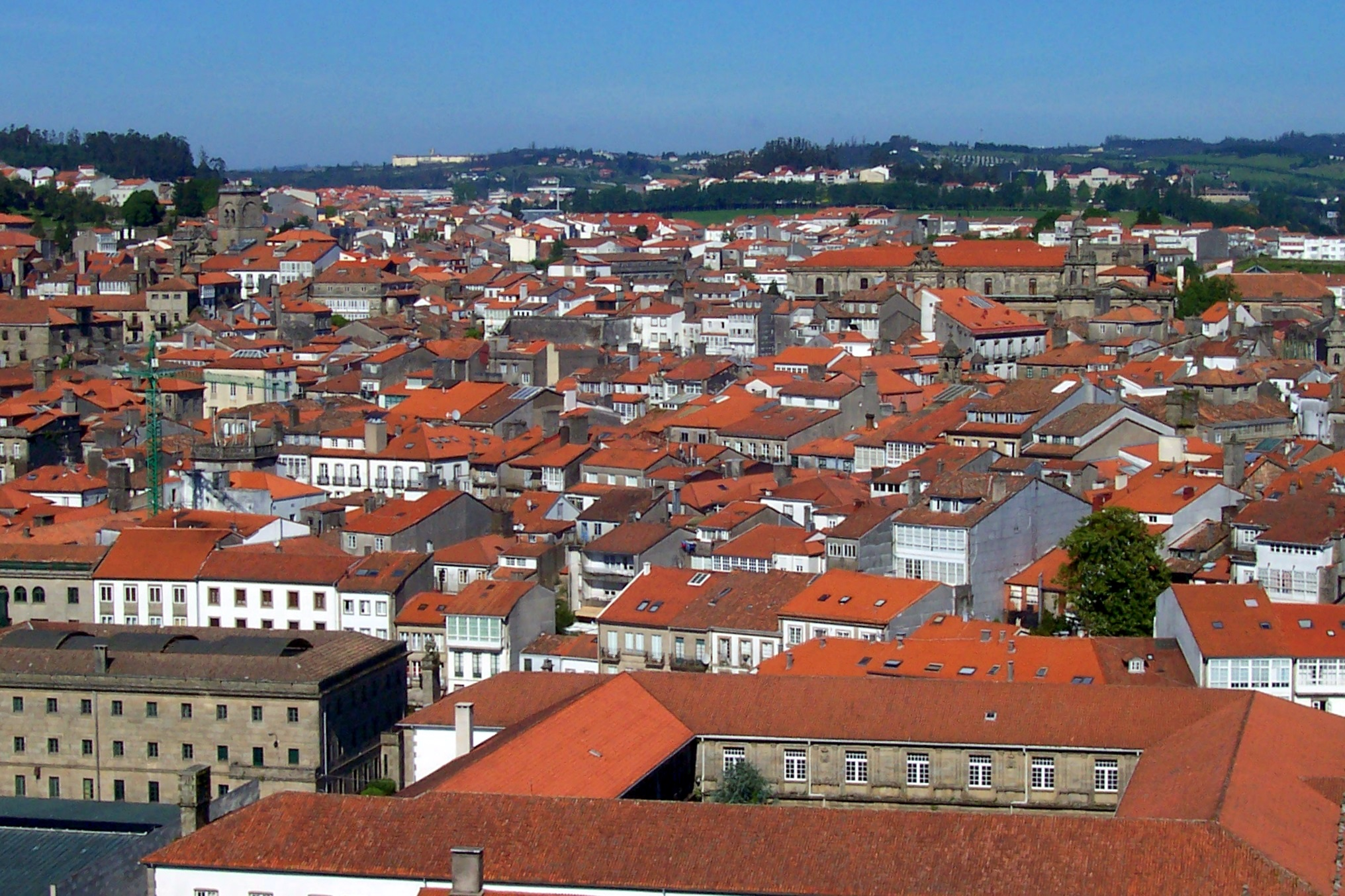
Zicht op de stad

Bron: INE; 1857-2011: volkstellingen
Opm: aanhechting van Conjo (1930) en Enfesta (1970)

## Bezienswaardigheden

### Plaza de Abastos
Markt van Abastos. Een van de vijf grootste markten van Spanje en het tweede meest bezochte monument van de stad.

### Plaza de la Azabachería o Inmaculada
- Noordfaçade van de kathedraal of de Azabachería
- San Martín Pinario

Benedictijnse abdij van de elfde eeuw. Het huidige bouwwerk is barok.

### Plaza de la Quintana
Noemt men ook Los Literarios. Casa de la Parra.

### San Martín Pinario
Voormalig klooster, dateert uit de 18de eeuw, met gelijknamige kerk.
In 1985 werd het oude deel van de stad door de UNESCO tot werelderfgoed verklaard.
In de stad bevindt zich het kunstmuseum Centro Galego de Arte Contemporánea.

## Partnersteden
- Buenos Aires (Argentinië), sinds 1975.

## Geboren in Santiago de Compostella
- Mariano Rajoy Brey (1955), premier van Spanje (2011-2018), lid van de Partido Popular